# Achmed Boumrah
Achmed Boumrah (15 april 1977) is een voormalig Belgisch taekwondoka.

## Levensloop
Boumrah behaalde in 1996 brons op het Europees kampioenschap te Helsinki in de klasse -58kg. Daarnaast won hij eenmaal goud op het Belgisch, eenmaal op het Duits en tweemaal op het Open Nederlands kampioenschap.

## Palmares
Gewichtsklasse -58kg
- Europees kampioenschap: 1996
- Open Belgisch kampioenschap: 1995
- Open Nederlands kampioenschap: 1995
- Open Duits kampioenschap: 1998
- Open Nederlands kampioenschap: 1996, 1999
- Open Duits kampioenschap: 1994

Gewichtsklasse -62kg
- Open Nederlands kampioenschap: 2006
- Open Nederlands kampioenschap: 2005
- Open Duits kampioenschap: 2006